# Assistencialisme
L'assistencialisme consisteix en la feina que fan els organismes governamentals o privats de proveir serveis a les persones sense casa com ara dutxes públiques, serveis de bugaderia, albergs o menjadors socials a preus molt reduïts o gratuïtament.
Entre els operadors moderns de la cooperació internacional, el concepte d'assistencialisme és considerat poc convenient, es veu com un pal·liatiu que, en la major part dels casos, no porta a la solució dels problemes socials dels individus o dels grups més necessitats de la societat. Seria el contrari de l'adagi atribuït a Gandhi: "No li regalis un peix, ensenya'l a pescar".

## Origen[1]
L'assistencialisme i la beneficència de la població va molt lligada a la professió actual dels treballadors i treballadores socials, amb la finalitat d'ajudar els altres per millorar el seu benestar. Amb el temps l'assitencialisme s'ha anat professionalizant, fins al punt que els treballadors socials s'han convertit ara en elements claus en el desplegament tant de la Llei de Serveis Socials com de la dependència i l'autonomia personal.
Oficialment els estudis d'assistent social no es van reconèixer fins a l'any 1966, quan es va crear una Escola Oficial a Madrid. "Eren persones molt vocacionals i de diferents postures ideològiques. En una primera època, gent molt ficada en unes creences religioses i, més endavant, ja als 70, vinculades als moviments polítics que reclamaven un canvi de "rumb", planteja Teresa Crespo, antiga directora de l'Institut Catòlic d'Estudis Socials de Barcelona (ICESB), la primera escola de tot l'Estat on des del 1932 es formen els assistents socials.
En l'època plenament franquista, quan l'Estat no assumia cap responsabilitat per prestar cap servei social, acudien a la caritat els col·lectius més pobres que quedaven al marge i no podien seguir el ritme de la societat. Era el que es coneixia com a beneficència, molt lligada a entitats entre les quals destacava Càritas i que es mantenien gràcies als donatius.
Al 1974 l'Institut Nacional d'Auxili Social es transforma en l'Institut nacional d'Assistència Social, sempre sota el protectorat del Ministeri de la Gobernació a través de la Direcció d'Assistència Social. El zenit d'aquesta etapa suposa el triomf de l'Assistència Social sobre l'Acció Social benéfico paternalista-catolicista específica del règim. No es tracta només d'un simple canvi de nom, sinó que ve donat com a resposta dels canvis socials d'aquell moment en la societat espanyola.
Després de la mort de Francisco Franco, durant la transició, més concretament a l'any 1977, es van dur a terme les primeres reformes administratives destacables que estableixen la unificació de competències de la Administració central en materia d'Acció Social en el Ministeri de Treball. Es crea la Direcció General d'Assistència i Serveis Socials integrant les anteriors d'Assistència social (abans anomenat Ministeri de Gobernació) i de Serveis Socials (abans Ministeri de Treball). Arxivat 2022-01-20 a Wayback Machine.
Cap al 1995, els Serveis Socials es van col·lapsar. Això va comportar el naixement de diferents entitats no lucratives per atendre, per exemple, les persones sense sostre. Entitats que encara ara tenen un paper important i fan una feina silenciosa per arribar on no arriben els recursos públics.

## Oposicions
L'assistencialisme, que significa donar a qui no té, no és una via desitjable malgrat que, a vegades, davant de situacions extremes, no queden altres opcions. De fet, en algues ocasions, si no es cobreixen aquestes necessitats bàsiques de la persona, les conseqüències a curt o llarg termini poden ser irreversibles.
Aquesta crítica a l'assistencialisme s'ha fet des de la posició únicament entesa com a proporcionar serveis bàsics a les persones a qui els manca, i no s'ha considerat que la caritat també significa el treball d'acompanyament de la persona per la seva reinserció. D'una banda, donar aquests serveis pot servir, fonamentalment, per ajudar a la persona vulnerable, i de l'altra banda, la seva donació pot perpetuar la dependència. "És important estendre socialment aquest plantejament i fer entendre que tota ajuda hauria de passar per un acompanyament que tingui com a eix la promoció de la persona vulnerable.", diu Josep Oriol Pujol i Humet, director general de la Fundació Pere Tarrés i autor del llibre Persona i iniciativa social. 
L'assistencialisme tendeix a la fidelització d'usuaris, no a la liberalització de persones, per tant els professionals del treball social han de dissenyar i donar vida a projectes sense caure en contradiccions, fent visible la eficàcia i mesurar els resultats juntament amb les persones amb vulnerabilitat.
Les persones que es troben en un moment de pobresa tenen la convicció i l'esperança de resoldre els seus problemes, cal exigir a la societat espais adequats per fer-ho. Les expectatives i les relacions no es troben centrades en allò material, la persona ha d'assumir el camí a continuar per tant l'assistencialisme no ajuda a promoure la superació de la pobresa.
“Ens trobem amb situacions molt precàries i ens podem pensar que donant ajudes ho solucionarem, quan no és així”, explica Anna Selva, la cap de la zona pastoral de Càritas. També afegeix “Hi ha situacions de molta precarietat, de vegades hi ha gent que entra en un laberint. Hi ha sortides, però no se sap quan ni com podrà sortir-ne”.

## Serveis
Alguns dels serveis que ofereix l'assistencialisme són:
- Vivenda a persones sense sostre (dret a la vivenda)
- Dutxes comunitàries
- Bugaderia
- Alberg
- Menjadors socials
- Atenció sanitària
- Artícles de farmàcia (perfums, sabons, xampú)

## Estudis
Existeixen diversos estudis que parlen sobre l'assistencialisme.
Un dels estudis de l'assistencialisme es va realitzar a Mali, un vast país just al cor d'Àfrica occidental, en la regió del Sahel. És un dels països menys desenvolupats i amb major inseguretat alimentària del món que va patir una sèrie de crisi polítiques, constitucionals i militars desde gener de 2012, inclosa la pèrdua de control governamental dels territoris del nord des d'abril de 2012 fins a gener de 2013. Es van ampliar diverses intervencions d'ajuda humanitària en resposta a aquestes complexes crisis. En aquest estudi, es van exposar dades d'una línia de base única prèvia a la crisi per avaluar l'impacte de l'ajuda humanitària en la seguretat alimentària de les poblacions rurals. Es va dissenyar un estudi quasi experimental basat en dues rondes d'enquestes, amb cinc anys de diferència, a la regió de Mopti, en el nord de Mali. Es van recopilar dades de 66 comunitats seleccionades a l'atzar de districtes amb inseguretat alimentària. Els resultats de l'estudi incloïen les despeses de la llar i el consum d'aliments i un indicador de l'estat nutricional del nen (mesures d'altura). S'estimava l'impacte del programa combinant la coincidència de punts de propensió i la diferència en diferència. Es va trobar que l'assistència alimentària incrementa les despeses no alimentàries, d'aliments de les llars i la disponibilitat de micro-nutrients. La desagregació per grau d'exposició al conflicte va mostrar que els efectes sobre l'alçada i el consum de calories i micro-nutrients dels nens es concentraven principalment en àrees que no es trobaven en els voltants del conflicte, a diferència de l'augment en la despesa en aliments que van ser impulsats per llars situades prop de grups armats. Els efectes també es van concentrar en les llars que van rebre almenys dues formes d'assistència alimentària. En els llogarets on els grups armats estaven presents, l'assistència alimentària va millorar el consum de zinc en la llar i també va semblar donar suport a la despesa en aliments. Per tant, es troba que les transferències d'aliments exerceixen un efecte protector entre la població amb inseguretat alimentària en un context de conflicte.
A Colombia es va fer un estudi el qual feia un análisis de les crítiques sobre l'assistencialisme estatal en la lluita contra la pobresa en els anys 2002-2010. Famílies en Acció, nom del programa, busca contribuir en la formació de capital humà en les famílies amb extrema pobresa, amb nens menors de 18 anys, a través de dues estratègies. La primera busca complementar els ingresos de les famílies més necessitades mitjançant subsidis de nutrició o educació. La segona mesura del programa serveix com a eix en la fase d'implementació de la Xarxa de Protecció Social per la Superació de la Extrema Pobresa- "UNIDOS". Famílies en Acció busca que en el futur els beneficitats tinguin més opcions per vincula-se al món laboral, així millorin els seus ingresos i augmenti la seva qualitat de vida.
Fent una anàlisi del programa, es veu reflectit que gràcies a Famílies en Acció van augmentar els serveis educatius i sanitaris; tot i així, el programa consistia en donar uns ingresos a les dones de famílies en extrema pobresa pensant que aixió disminuiria la seva pobresa, però no va ser així, ja que tampoc van donar treball a les famílies beneficiades. La pobresa és multidimensional, és a dir, inclou la falta de diners, la falta de treball, altes taxes de natalitat, etc.
Un altre estudi d'assistencialisme el trobem amb l'associació "Pan Compartido", el qual va fer un estudi l'any 2011 amb les dones caps de família a la localitat de Subah, Bogotà. La investigació es va dur a terme per estudiants de preescolar i licenciatura de matemàtiques, sota el programa "Pan Compartido" van atendre aproximadament a dues-centes famílies pertanyents als estrats un i dos de les zones marginals de sector, brindant no només ajuda per a la solució de problemes laborals i familiars, sinó també un auxili per mitjà d'un suplement alimentari, vestuari, entre altres suports, i afavorint l'accés als serveis pastorals. Entre els beneficiaris del programa es troben persones grans (60), nens/es menors d'edat (150) i persones adultes (150), de les quals el 95% són dones.
La metodologia del treball amb aquestes dones caps de família és una estratègia que aporta a la construcció d'un espai participatiu a l'interior de la família i d'aprenentatge d'un moment reflexiu. La recol·lecció d'informació es va realitzar a través de tallers amb les mares i els seus fills, per observació i visites domiciliàries mitjançant un qüestionari - enquesta. Es va evidenciar un augment notable de l'autoestima pel fet que les dones estan constantment implementant eines i habilitats per a l'enfortiment del seu desenvolupament persona i productiu. Es destaca que el 75% de les dones estaven finalitzant el batxillerat i realitzant cursos productius com fleca, perruqueria i treballs manuals, i un 65% treballaven ja en aquelles activitats i adquirien experiència a més a més d'un salari mínim per a sostenir a les seves famílies. A les dones del programa no se les reconeix com a pobres i necessitades, sinó que s'aborda la necessitat partint de la capacitat innata que hi ha en elles i en les seves famílies en superar les situacions de marginalitat i inequitat, de manera que elles mateixes són qui, a partir d'orientacions donades i ajudes materials parcials i temporals, decidiran donar-li una altra mirada a les seves condicions actuals buscant una millora en la seva qualitat de vida.

## Associacions
Algunes de les associacions més conegudes que vetllen l'assistencialisme són:

### Càritas Diocesana[6]
Càritas és un organisme de l'Església catòlica dedicat a la coordinació de la beneficència humanitària. En el seu vessant internacional agrupa 162 organitzacions catòliques d'assistència, desenvolupament i servei social. La missió de Càritas és resultat de la doctrina social de l'Església, i centra les seves activitats en la dignitat de la persona humana. És una organització dedicada al combat de la pobresa, de l'exclusió social, de la intolerància i de la discriminació, habilita a les persones en la pobresa a participar els afers que afecten directament les seves vides, i a més intercedeix per elles als fòrums nacionals i internacionals.
Càritas com a unitat local és autònoma i independent, no obstant això existeix el principi de suport entre tota la comunitat global. El finançament de Càritas prové de donacions tant de diners com en espècie. Els voluntaris que treballen amb Càritas poden realitzar la seva labor de manera simple acudint als centres locals de Càritas o acudint a la parròquia més propera, on i és possible registrar-se i realitzar una tasca. No existeix registre via internet.

### Oxfam Intermón[7]
És una fundació privada, independent, transparent i sense ànim de lucre, dirigida per un Consell de 8 persones de diferents àmbits professionals i governada per un Patronat de 12 membres vinculats al món acadèmic, de l'empresa i de la solidaritat. L'equip està format per més de 1.230 persones i, s'integren també, voluntaris/es i col·laboradors. Treballen a més de 90 països amb les persones i comunitats més vulnerables. Son una organització íntegra i demanen a les persones que col·laboren amb la fundació la mateixa integritat i compromís amb la que ells treballen.
Es defineix com un equip entusiasta, compromès i divers que creu en el poder de les persones i la seva capacitat per canviar l'entorn, amb l'objectiu de reduir les desigualtats socials i econòmiques que perpetuen la pobresa al món. Oxfam Intermón busca crear un món on tothom pugui gaudir dels seus drets i tenir oportunitats. Per aconseguir aquest objectiu futur i possible treballen cada dia amb decisió.

### Marea Taronja[8][8]
Marea Taronja és una campanya, vestida amb samarretes taronjes, que es diversifica en diverses assamblees implicades amb la causa, que uneixen a persones que també tenen la voluntat d'implicar la societat civil en aquesta causa que rebutja la política de retallades en els serveis socials que “està posant en perill la consolidació de l'Estat del Benestar al nostre país” i defensa el dret de les persones a una vida digna.
La visió és la promoció de la persona: la seva força i potencialitats, aconseguir una mirada esperançadora, positiva sense negar els problemes. La gent pobre no vol regals, volen oportunitats. El debat intern dels treballadors socials gira entorn a l'assistencialisme versus promoció social, que segons Luis Barreiro  té quatre claus del perquè renaix “allò assistencial”: La immediatesa, no deixa de ser una economia de guerra: repartim menjar i vestit i abandonem els projectes de desenvolupament comunitari, per vèncer la pobresa cal innovar, dissenyar i executar, l'assistencialisme no ajudarà a vèncer les crisis, simplement les acompanyarà. La espectacularitat, parlaríem de l'ús lúdic de fer accions per recaptar fons /aliments: tot pels pobres però sense els pobres. La simpatia, perfila en la figura del voluntari com la essència de la solidaritat; és un repte ver visible les accions d'organitzacions que treballen per la integració social a l'opinió pública. I, per acabar, allò quantitatiu, les descripcions assitencialistes sempre es troben plenes de xifres, però mai de resultats.